# 二重橋
35°40′48″N 139°45′12″E / 35.68000°N 139.75333°E

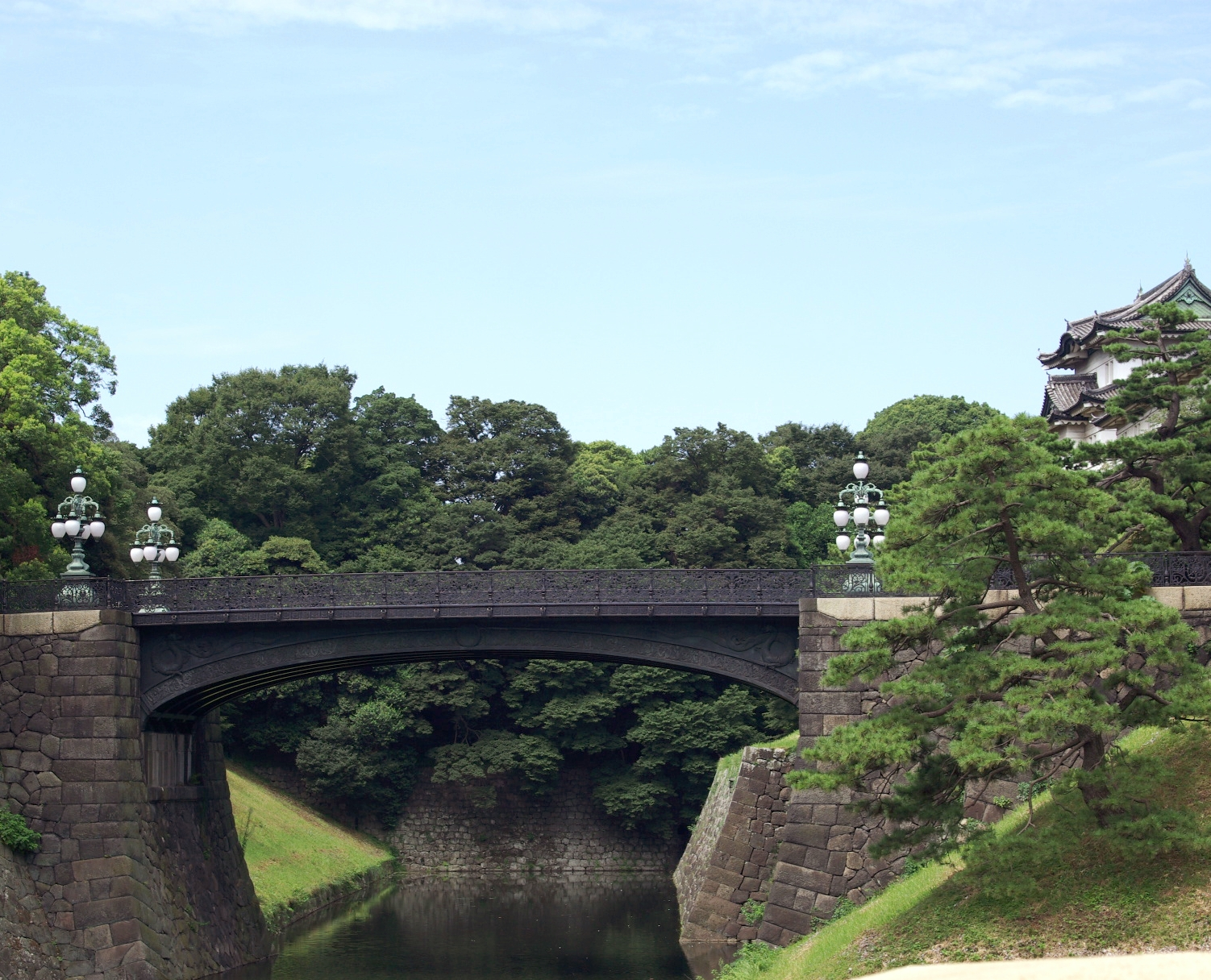
皇居正門鐵橋（二重橋）

二重橋（日语：／）位於東京都千代田區千代田，是架於二重橋濠上的鐵橋，原名正門鐵橋（日语：／）。另外「二重橋」也可作為正門鐵橋與正門石橋的總稱。
正門有皇宮警察皇宮護衛官儀仗隊，除了事前申請參觀皇居、或是新年與天皇生日等皇居開放參賀的情形下，一般民眾無法通行。
設計、監督單位為皇居御造營事務局御用的久米民之助。

## 歷史
- 1614年（慶長19年）：江戶時代，西之丸改建並架下乘橋。
- 1624年（寛永元年）：架大手橋。
- 1888年（明治21年）：大手橋改用花崗岩。
- 1888年（明治21年）3月26日：下乘橋改建為鐵橋。（初代）
- 1924年（大正14年）：韓國獨立運動家在二重橋附近向警察丟擲炸彈（二重橋炸彈事件（日语：二重橋爆弾事件））。
- 1954年（昭和29年）1月2日：一般民眾參加皇居參賀於二重橋上發生推擠踩踏意外，16人死亡（二重橋事件）。
- 1964年（昭和39年）：皇居宮殿建設時將二重橋改建為現在的鐵橋。

## 混淆

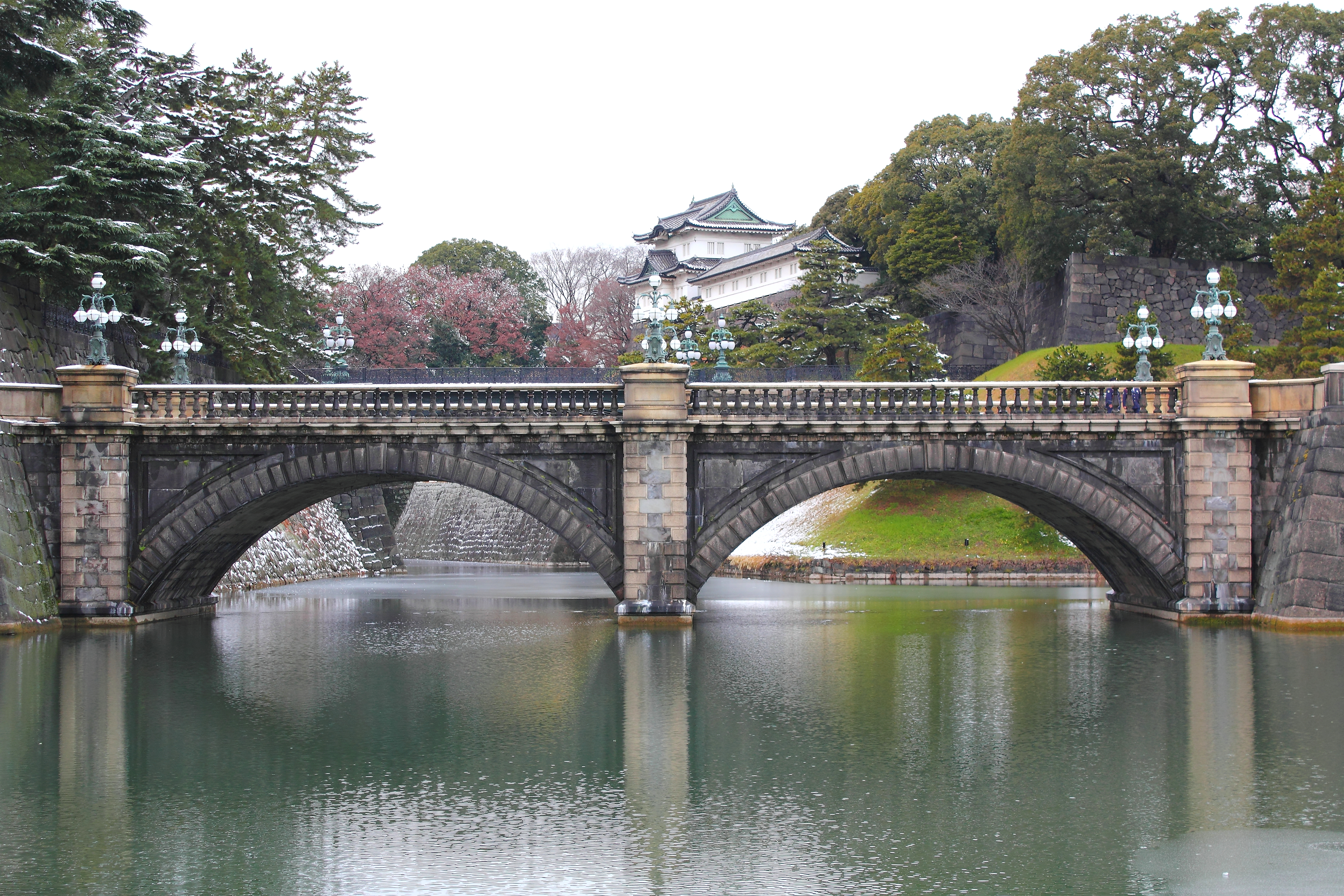
正門石橋。常被誤認為是二重橋。

從皇居前廣場望向宮殿方向可見前方石造的「正門石橋」與後方鐵造的「正門鐵橋」兩座橋。「二重橋」正確來說是後方正門鐵橋的名稱。戰前書籍常誤用成正門石橋照片，一般也常將正門外石橋與正門內鐵橋合稱二重橋。
正門（江戶城的西之丸大手門）僅有在天皇即位大禮，天皇、皇后、皇太后大葬儀等特別場合與國賓訪問時才開放。使用路線為皇居前廣場〜正門石橋〜正門〜正門鐵橋〜宮殿。
後方鐵橋在過去為木造橋，當時橋桁為上下二段，因此稱作「二重橋」。現在的鐵橋是昭和39年（1964年）改建而成，已非過去的二重橋桁。現在的石橋是明治20年（1887年）建造，因有兩個橋拱，常被誤認是二重橋。
「前方的石橋與後方的鐵橋是位於同濠上的兩座橋因而稱為二重橋」的說法也非正確。

## 交通
- 東京地下鐵千代田線○二重橋前站
- 東京地下鐵有樂町線○櫻田門站

## 備註
1. ↑  井原 1945，p.369
2. ↑  藤井肇男『土木人物事典』p.124
3. ↑  船戶安之『勝海舟』291頁
4. ↑  , 光村写真部, 1902  [2018-02-22], （原始内容存档于2020-01-02）